# William Dunham
William Wade Dunham (* 8. Dezember 1947 in Pittsburgh) ist ein US-amerikanischer Mathematiker und Mathematikhistoriker, bekannt durch Schriften über Leonhard Euler und zur Mathematikgeschichte, speziell der Analysis.
Dunham studierte an der University of Pittsburgh mit dem Bachelor-Abschluss 1969 und an der Ohio State University mit dem Master-Abschluss 1970 und der Promotion bei Norman Levine 1974 mit einer Arbeit über Topologie (Generalized Closed Sets And T(,1/2)-Spaces). 1975 war er Lecturer an der Ohio State University und wurde im selben Jahr Assistant Professor und später Professor am Hanover College. Er ist seit 1992 Professor für Mathematik am Muhlenberg College in Allentown, Pennsylvania (Koehler Professor of Mathematics). Er war Gastprofessor an der Harvard University und an der Ohio State University (Visiting Associate Professor 1987 bis 1989).
Sein Buch The Mathematical Universe erhielt den Preis für das beste Mathematikbuch der Association of American Publishers für 1994 und sein Buch Euler: The Master of Us All erhielt 2008 den Beckenbach Prize der Mathematical Association of America (MAA). Für seinen Buchbeitrag Euler and the Fundamental Theorem of Algebra erhielt er 1992 den George Pólya Award der MAA und für 1996: A Triple Anniversary erhielt er 1997 den Trevor Evans Award der MAA. Für Touring the Calculus erhielt er 2006 den Lester Randolph Ford Award. Für 2022 wurden ihm der Chauvenet-Preis und der Lester Randolph Ford Award zugesprochen, beide wiederum von der MAA. 2024 erhielt Dunham für Bryn Mawr College Matriculation Exams from a Century Ago erneut den George Pólya Award der MAA.
1970 heiratete er Penelope Higgins (Penny Dunham), die auch eine Kollegin ist, und er hat zwei Kinder.

## Schriften
- Journey Through Genius: The Great Theorems of Mathematics, Wiley 1990
- The Mathematical Universe, Wiley 1994
  - Deutsche Übersetzung: Mathematik von A–Z: Eine alphabetische Tour durch vier Jahrtausende, Birkhäuser 1996
- Euler: The Master of Us All, Mathematical Association of America, 1999,  ISBN 0-88385-328-0.
- Euler and the Fundamental Theorem of Algebra, The College Mathematics Journal, Band 22, Nr. 4, 1991, S. 282–293, wieder abgedruckt in: The Genius of Euler: Reflections on his Life and Work. Mathematical Association of America, 2007[4]
- The Calculus Gallery, Princeton University Press, 2008
- Great Thinkers, Great Theorems (Video Lecture Series). The Teaching Company, 2010
- Herausgeber mit Donald J. Albers, Gerald Alexanderson: The G. H. Hardy Reader, MAA Press, Cambridge University Press 2015
- A Tribute to Euler, Clay Math, Annual Report 2008, pdf
- Touring the Calculus, American Mathematical Monthly, Band 112, 2005, S. 1–19
- 1996: A Triple Anniversary, Math Horizons, September 1996[5]